# Castéra-Lou
Castéra-Lou är en kommun i departementet Hautes-Pyrénées i regionen Occitanien i sydvästra Frankrike. Kommunen ligger i kantonen Pouyastruc som tillhör arrondissementet Tarbes. År 2022 hade Castéra-Lou 225 invånare.

## Befolkningsutveckling
Antalet invånare i kommunen Castéra-Lou
| Referens: INSEE |